# How Late'll Ya Play 'Til?
| Recensione | Giudizio |
| ---------- | -------- |
| AllMusic   |          |

How Late'll Ya Play 'Til? è un doppio album della David Bromberg Band, pubblicato dalla Fantasy Records nel 1976.
Il disco contiene sia registrazioni in studio (tato A e B) sia registrazioni live (lato C e D).

## Tracce
Lato A
1. Danger Man II – 3:40 (David Bromberg)
2. Get Up and Go/Fiddle Tunes – 4:46 (David Bromberg/Tradizionale, arrangiamento di David Bromberg)
3. Summer Wages – 3:53 (Ian Tyson)
4. Dallas Rag/Maple Leaf Rag – 1:43 (Brani tradizionali, arrangiamento e adattamento di David Bromberg)
5. Whoopee Ti Yi Yo – 2:55 (Brano tradizionale, arrangiamento e adattamento di David Bromberg)
6. Young Westley – 3:10 (Mary McCaslin)

Durata totale: 20:07
Lato B
1. Dyin' Crapshooter's Blues – 3:38 (Blind Willie McTell)
2. Bluebird – 2:09 (David Bromberg)
3. Idol with a Golden Head – 3:47 (Jerry Leiber, Mike Stoller)
4. Chubby Thighs – 4:20 (Steve Burgh)
5. Kaatskill Serenade – 4:40 (Paul Siebel)

Durata totale: 18:34
Lato C
1. Sloppy Drunk – 5:02 (David Bromberg)
2. Bullfrog Blues – 16:06 (David Bromberg, Boo Terwilliger)

Durata totale: 21:08
Lato D
1. Sweet Home Chicago – 3:54 (Robert Johnson)
2. Come On in My Kitchen – 3:10 (Robert Johnson)
3. Will Not Be Your Fool – 7:59 (David Bromberg)
4. Such a Night – 4:41 (Mac Rebennack)

Durata totale: 19:44

## Musicisti
Danger Man II
- David Bromberg - chitarra elettrica solista, voce
- Cam Cheese - chitarra elettrica
- Bert Cheese - chitarra elettrica
- Dick Fegy - chitarra elettrica
- Brantley Kearns - fiddle elettrico
- Peter Ecklund - tromba
- Curt Linberg - trombone
- John Firmin - sassofono tenore
- Hugh McDonald - basso
- Steve Mosley - batteria

Get Up and Go/Fiddle Tunes
- David Bromberg - chitarra, voce (brano: Get Up and Go)
- David Bromberg - chitarra, mandolino (brano: Fiddle Tunes)
- Dick Fegy - banjo (brano: Get Up and Go)
- Dick Fegy - mandolino, banjo (brano: Fiddle Tunes)
- John Firmin - sassofono tenore (brano: Get Up and Go)
- George Kindler - fiddles (brano: Get Up and Go)
- Brantley Kearns - fiddle, mandolin (brano: Fiddle Tunes)
- Hugh McDonald - basso, accompagnamento vocale (brano: Get Up and Go)
- Steve Mosley - batteria (brano: Get Up and Go)

Summer Wages
- David Bromberg - chitarra, voce
- Hank DeVito - chitarra pedal steel
- Dick Fegy - mandolino
- Evan Stover - fiddles
- Hugh McDonald - basso, accompagnamento vocale
- Steve Mosley - batteria
- Brantley Kearns - accompagnamento vocale

Dallas Rag/Maple Leaf Rag
- David Bromberg - chitarra
- Le Grand Fromage - chitarra

Whoopee Ti Yi Yo
- David Bromberg - chitarre, voce
- Le Grand Fromage - chitarra
- Steve Burgh - chitarre
- Dick Fegy - mandolino
- George Kindler - fiddles
- Hank DeVito - chitarra pedal steel
- Mac Rebennack (Dr. John) - pianoforte
- Hugh McDonald - basso
- Steve Mosley - batteria
- Brantley Kearns - accompagnamento vocale
- Herb Pedersen - accompagnamento vocale

Young Westley
- David Bromberg - chitarra, voce
- Dick Fegy - banjo
- Hank DeVito - chitarra pedal steel
- George Kindler - fiddles
- Evan Stover - fiddles
- Peter Ecklund - mellofono
- Hugh McDonald - basso
- Steve Mosley - batteria
- Herb Pedersen - accompagnamento vocale
- Bernie Leadon - accompagnamento vocale

Dyin' Crapshooter's Blues
- David Bromberg - voce
- Dick Fegy - banjo tenore
- Mac Rebennack (Dr. John) - pianoforte
- Peter Ecklund - tromba, arrangiamenti (strumenti a fiato)
- Kurt Linberg - trombone
- John Firmin - sassofono soprano
- Hugh McDonald - basso
- Steve Mosley - batteria

Bluebird
- David Bromberg - chitarra
- Le Grand Fromage - chitarra
- Dick Fegy - mandolino
- George Kindler - fiddles
- Peter Ecklund - tromba, cornetta
- Kurt Linberg - trombone
- John Firmin - clarinetto
- Hugh McDonald - basso
- Steve Mosley - batteria

Idol with a Golden Head
- David Bromberg - chitarra solista, voce
- Lem Burger - chitarra elettrica
- Dick Fegy - chitarra elettrica
- Peter Ecklund - tromba
- Kurt Linberg - trombone
- John Firmin - sassofono baritono
- Hugh McDonald - basso, accompagnamento vocale
- Steve Mosley - batteria
- Brantley Kearns - accompagnamento vocale
- Great Big Idol - accompagnamento vocale

Chubby Thighs
- David Bromberg - chitarra acustica
- Le Grand Fromage - chitarra acustica
- Evan Stover - violini, arrangiamento strumenti ad arco
- Bobby Bruce - violini
- Alex Nieman - viola
- Nathan Gershman - violoncello
- Hugh McDonald - basso
- Steve Mosley - batteria

Kaatskill Serenade
- David Bromberg - chitarra, voce
- Le Grand Fromage - chitarra, accompagnamento vocale
- Jim Rothermel - recorder
- Evan Stover - violini, arrangiamento strumenti ad arco
- Hugh McDonald - basso
- Steve Mosley - batteria
- Jane Sharp - voce
- Phoebe Snow - accompagnamento vocale
- Phil Kearns - accompagnamento vocale

Sloppy Drunk
- David Bromberg - chitarra elettrica slide, voce
- Dick Fegy - mandolino
- Peter Ecklund - tromba
- Kurt Limberg - trombone
- John Firmin - sassofono tenore, sassofono baritono
- Hugh McDonald - basso
- Steve Mosley - batteria

Bullfrog Blues
- David Bromberg - chitarra acustica, voce

Sweet Home Chicago
- David Bromberg - chitarra elettrica slide, voce
- Dick Fegy - chitarra elettrica
- Phil Kearns - fiddle elettrico
- John Firmin - sassofono tenore
- Peter Ecklund - tromba
- Kurt Linberg - trombone
- Hugh McDonald - basso, accompagnamento vocale
- Steve Mosley - batteria, accompagnamento vocale

Come On in My Kitchen
- David Bromberg - chitarra acustica bottleneck, voce

Will Not Be Your Fool
- David Bromberg - chitarra elettrica solista, voce
- Dick Fegy - chitarra elettrica
- Phil Kearns - fiddle elettrico
- John Firmin - sassofono tenore
- Peter Ecklund - tromba
- Kurt Linberg - trombone
- Hugh McDonald - basso
- Steve Mosley - batteria

Such a Night
- David Bromberg - chitarra elettrica, voce
- Dick Fegy - chitarra elettrica
- Phil Kearns - fiddle, accompagnamento vocale,
- Kurt Linberg - trombone
- John Firmin - clarinetto
- Hugh McDonald - basso, accompagnamento vocale
- Steve Mosley - batteria, accompagnamento vocale

Note aggiuntive
- Steve Burgh e David Bromberg - produttori
- Phil Kaffel - ingegnere del suono (Fantasy Studios, Berkeley, lato A e B)
- Tom Flye - ingegnere del suono (Great American Music Hall, San Francisco, lato C e D)
- Rich Ehrman - assistente ingegnere del suono (Great American Music Hall, San Francisco, lato C e D)
- Doug Rider - ingegnere del suono (registrazioni aggiunte, The Record Plant, Los Angeles)
- Warren Dewey - remixaggio (Cherokee Studios, Los Angeles)
- George Tutko - assistente al remixaggio (Cherokee Studios, Los Angeles)[2]